# Arrondissement di Philippeville
L'arrondissement di Philippeville (in francese Arrondissement de Philippeville, in olandese Arrondissement Philippeville) è una suddivisione amministrativa belga, situata nella provincia di Namur e nella regione della Vallonia.

## Composizione
L'arrondissement di Philippeville raggruppa 7 comuni:
- Cerfontaine
- Couvin
- Doische
- Florennes
- Philippeville
- Viroinval
- Walcourt

## Società

### Evoluzione demografica
Abitanti censiti
- Fonte dati INS - fino al 1970: 31 dicembre; dal 1980: 1º gennaio